# Napoleon-Komplex
Der Begriff Napoleon-Komplex wurde von dem Psychologen Alfred Adler geprägt und bezeichnet das von ihm vermutete Verhalten, eine kleine Körpergröße durch von außen sichtbare Erfolge und Statussymbole zu kompensieren.

## Etymologie
Der Begriff verweist auf den französischen Kaiser Napoleon Bonaparte, der große Teile Europas eroberte, aber von geringer Körpergröße gewesen sein soll.
Der Irrglaube vom „kleinen Kaiser“ beruht jedoch auf einem Umrechnungsfehler der Maßeinheiten. Napoleon war für seine Zeit ein eher großer Mann. Nach den Memoiren seines Kammerdieners Constant maß er „fünf Fuß, zwei Zoll und drei Linien“ (1,69 m) und General Gourgaud, der ihn am 8. September 1815 an Bord der HMS Northumberland gemessen hatte, notierte in seinem „Journal de Saint-Hélène“ eine Körpergröße von „fünf Fuß, zweieinhalb Zoll“ (1,69 m). Der Totenschein Napoleons stellt angeblich eine Körpergröße von 1,66 m fest.
Nach einer Studie von Adolphe Quetelet lag die mittlere Größe (Median) französischer Rekruten 1835 bei etwa 1,62 Metern. Das heißt: die Hälfte aller Männer waren kleiner als 1,62 Meter. Die gemessene Durchschnittsgröße lag noch niedriger. Sie ist aber als Messwert unzuverlässig, weil viele Männer offensichtlich versuchten, sich unter die Mindestgröße von 1,57 Meter zu mogeln, um ausgemustert zu werden.

## Studienlage
Unter dem Begriff Napoleon-Komplex oder auch short man syndrome wurden einzelne Studien mit unterschiedlicher Methodik und unterschiedlichen Schwerpunkten durchgeführt. In einer mittelenglischen Stichprobe wurde experimentell nicht bestätigt, dass kleinere Männer aggressiver in einer körperlichen Auseinandersetzung reagieren als größere. Hingegen teilten in einem niederländischen Experiment kleinere Männer weniger Geld mit anderen als größere Männer. In einer englischen Stichprobe fand sich kein Zusammenhang zwischen Körpergröße und Persönlichkeitsfaktoren wie Risikoaffinität. In einer niederländischen Stichprobe berichteten Männer unter 1,63 m häufiger davon, neidisch zu sein als Männer über 1,98 m. In einer US-Stichprobe fanden sich häufiger antagonistische Wesenszüge bei kleineren als größeren Männern.